# Lampris guttatus
Lampris guttatus (engl.: North Atlantic Opah) ist eine Fischart aus der Gattung der Gotteslachse (Lampris), die im östlichen Atlantik, in der Irischen See, in der Nordsee und im Mittelmeer vorkommt. Die Art wurde im Jahr 1788 durch den dänischen Zoologen Morten Thrane Brünnich als Zeus guttatus erstmals beschrieben, also den Petersfischen zugeordnet. Die Beschreibung basierte auf einem in der Nordsee gefangenen Exemplar. Schon 1799 führte der schwedische Naturforscher Anders Jahan Retzius die Gattung Lampris für die Art ein. Bis auf den 1904 beschriebenen Lampris immaculatus wurden alle weiteren im Folgenden beschrieben Gotteslachsarten später mit Lampris guttatus synonymisiert. So nahm man eine fast weltweite Verbreitung der Art an. Eine auf DNA-Vergleichen beruhende Untersuchung aus dem Jahr 2014 ergab allerdings, dass sich hinter der Bezeichnung Lampris guttatus fünf kryptische Arten verbargen. Deshalb wurde Lampris lauta in einer im April 2018 veröffentlichten Revision der Gattung  wieder zu einer eigenständigen, von Lampris guttatus zu unterscheidenden Art und drei weitere Gotteslachsarten wurden neu beschrieben.

## Merkmale
Wie alle Gotteslachse ist Lampris guttatus ein großwüchsiger Fisch mit annähernd rundem, seitlich abgeflachtem Körper. Die bei der Neubeschreibung untersuchten Typusexemplare hatten eine Standardlänge von 97 und 100,5 cm, wobei die Körperlänge das 1,5- bis 1,8fache der Körperhöhe ausmacht. Die Fische sind silbriggrau gefärbt, der Rücken ist metallisch-blau. Der Körper ist mit zahlreichen weißen Flecken übersät. Die Flecken liegen in zwei unterschiedlichen Größen vor, wobei sich die größeren an der Seitenlinie konzentrieren. Auf dem Kopf, der Brust und auf dem Kiemendeckel gibt es nur wenige Flecken. Die Flossen sind tiefrot bis pinkfarben. Die Schuppen sind klein und dünn und fallen leicht ab. Die Seitenlinie beginnt am oberen Kiemenschlitz, verläuft dann in einem hohen Bogen oberhalb der Brustflossenbasis und dann entlang der Körpermitte bis zur Mitte des Schwanzstiels. Das Maul ist stark vorstülpbar (protraktil). Der Oberkiefer ist kürzer als der leicht vorstehende Unterkiefer. Kiefer und Gaumen sind zahnlos. Auch Schlundzähne fehlen.
- Flossenformel: Dorsale I/47–51, Anale 40, Pectorale 23–25, Ventrale 14.[2]